# Historia del sionismo

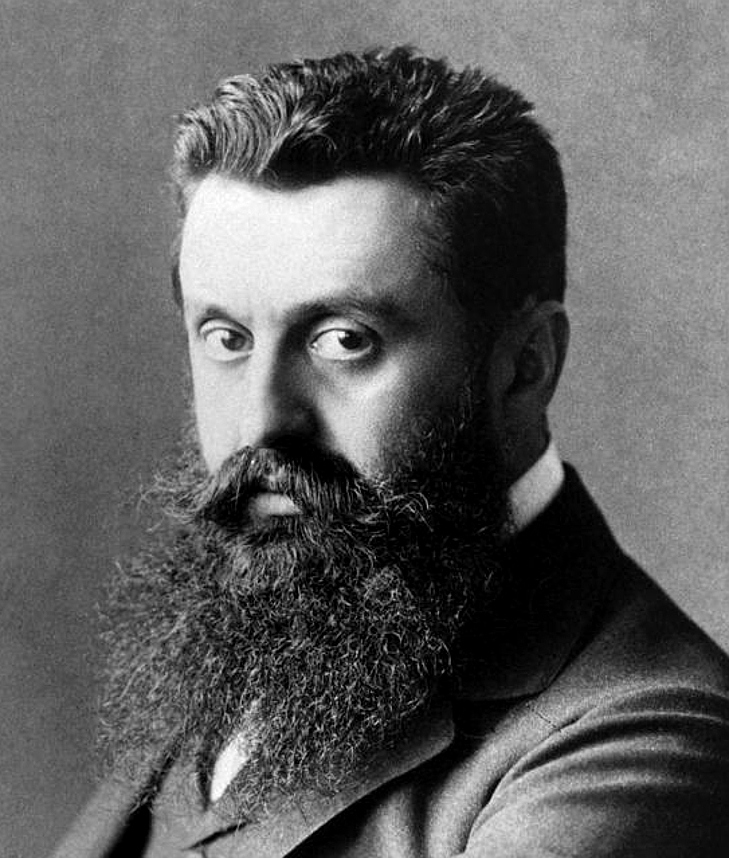
Theodor Herzl, padre del sionismo.

Como movimiento organizado, se considera generalmente que el sionismo fue creado por Theodor Herzl en 1897. Sin embargo, la historia del sionismo empezó mucho antes, y está entrelazada con la historia de los judíos y el judaísmo. Las organizaciones de Hovevei Zion (lit. Amantes de Sion), consideradas como predecesoras de los ideales sionistas modernos, fueron responsables de la creación de veinte poblados judíos en Palestina entre 1870 y 1897.
Antes del Holocausto, el objetivo principal del movimiento era la creación de la Patria Nacional Judía y el centro cultural en Palestina facilitando la emigración judía. Después del Holocausto, el movimiento se centró en la creación de un «Estado judío» (definido generalmente como un estado secular con una mayoría judía), logrando su objetivo en 1948 con la creación del Estado de Israel.
Desde la creación del Estado de Israel la importancia del movimiento sionista como organización ha ido en declive, mientras que el estado israelí se ha ido fortaleciendo.
El movimiento sionista continúa existiendo, trabajando en el apoyo a Israel, asistiendo a judíos perseguidos y animando la emigración judía a Israel. Mientras que la mayoría de los partidos políticos israelíes continúan definiéndose como sionistas, el pensamiento político moderno israelí no se encuentra formulado dentro del movimiento sionista.
El éxito del sionismo ha supuesto que el porcentaje de la población judía en el mundo que vive en el Estado de Israel se ha incrementado a lo largo de los años y en la actualidad el 40% de los judíos vive en Israel. No hay ningún otro ejemplo en la historia de la humanidad de una nación restaurada después de tan largo periodo de existencia en la Diáspora.

## Antecedentes: los orígenes históricos y religiosos del sionismo

### Precedentes bíblicos
El precedente de que los judíos regresaran a su patria ancestral, motivado por una fuerte intervención divina, aparece por primera vez en la Torá y, por lo tanto, fue adoptado más tarde en el Antiguo Testamento cristiano. De acuerdo con estas fuentes, después de que Jacob y sus hijos migraron a Egipto para escapar de una sequía, fueron esclavizados y se convirtieron en una nación. Posteriormente, como se lo ordenó Yahveh, Moisés se presentó ante el faraón, exigió: «¡Deja ir a mi pueblo!» y predijo severas consecuencias, si esto no se hacía. La Torá describe la historia de las plagas y el Éxodo de Egipto, que se estima en alrededor de 1400 a. C., y el comienzo del viaje del pueblo judío hacia la Tierra de Israel. Estos se celebran anualmente durante la Pascua, y la cena de Pascua termina tradicionalmente con las palabras «El año que viene en Jerusalén».
El tema del regreso a su patria tradicional surgió nuevamente después de que los babilonios conquistaran Judea en 587 a. C. y los judíos fueran exiliados a Babilonia. En el libro de los Salmos (Salmo 137), los judíos lamentaban su exilio mientras que profetas como Ezequiel previeron su regreso. La Biblia relata cómo, en 538 a. C., Ciro el Grande de Persia conquistó Babilonia y emitió una proclama otorgando al pueblo de Judá su libertad. 50 000 judíos, liderados por Zorobabel, regresaron. Un segundo grupo de 5 000, liderado por Esdras y Nehemías, regresó a Judea en 456 a. C.